# Ribellione di Heiji
La ribellione di Heiji (平治の乱?, Heiji no ran) fu una breve guerra civile combattuta tra il 19 gennaio e il 5 febbraio 1160 tra i clan Taira e Minamoto per risolvere una disputa sul potere politico in seguito all'abdicazione dell'imperatore Go-Shirakawa nel 1159. Fu preceduta dalla ribellione di Hōgen nel 1156.
Benché si tratti di un conflitto combattuto tra membri di due clan diversi, si vede esso anche come precursore della moderna guerra civile.

## Contesto
L'imperatore Go-Shirakawa si ritira dal suo ruolo formale di imperatore, ma all'abdicazione non succede una cessione di poteri politici o d'altro tipo al suo successore.
- 5 settembre 1158 (Hōgen, terzo anno, ottavo mese, undicesimo giorno) NengoCalc 保元三年八月十一日 : nel terzo anno di regno di Go-Shirakawa-tennō (後白河天皇25年), egli abdica; il suo successore è il suo figlio maggiore. Poco dopo, si dice che l'imperatore Nijō abbia acceduto al trono (sokui).[4]

Dopo l'insediamento ufficiale di Nijō, l'amministrazione di tutti gli affari resta comunque interamente nelle mani di Go-Shirakawa.

Alla fine del 1159, Taira no Kiyomori, capo del clan Taira ed alleato dell'imperatore Nijō, lascia Kyoto con la sua famiglia per recarsi ad un pellegrinaggio. Ciò concede ai suoi nemici (il clan Minamoto e Fujiwara no Nobuyori) un'opportunità di imporsi.
- 19 gennaio - 5 febbraio 1160 (Heiji, primo anno, dodicesimo mese, nono-ventiseiesimo giorno) 平治一年十二月九日—平治一年十二月二十六日: ribellione di Heiji.[1]

## Conflitto
Durante l'assedio del Palazzo Sanjō, Nobuyori ed i suoi alleati Minamoto rapirono gli imperatori Go-Shirakawa e Nijō, per poi dar fuoco al palazzo.
Minamoto no Yoshitomo e Fujiwara no Nobuyori misero Go-Shirakawa in uno stato di arresti domiciliari ed uccisero il suo servo, lo studioso Fujiwara no Michinori. Nobuyori si proclamò cancelliere imperiale, ed i suoi piani per il potere politico presero a concretizzarsi.
I Minamoto non eran tuttavia ben organizzati militarmente essendo incapaci di difendere la città da un eventuale ritorno di Kiyomori, e quando questo successe, i Minamoto si fecero trovare impreparati.
Kiyomori finse la sua resa e, a seguito di ciò, Nobuyori aveva abbassato la guardia. Ciò permise ai due imperatori di fuggire per rifugiarsi sotto la protezione di Kiyomori.
Kiyomori ricevette la concessione imperiale per attaccare Yoshitomo e Nobuyori. Taira no Shigeromori (primogenito di Kiyomori) condusse 3000 cavalieri ed attaccò il palazzo imperiale, dove Yoshitomo e Nobuyori si nascondevano. Nobuyori si diede subito alla fuga, ma Minamoto no Yoshihira (primogenito di Yoshitomo) reagì scatenando una feroce battaglia. Yoshihira combatté duramente, cacciando poi Shigeromori nel palazzo.
Le forze dei Taira si ritirarono ed i Minamoto li inseguirono fuori dal palazzo; ma in realtà era tutto un piano di Kiyomori. Un contingente dei Taira occupò il palazzo e le forze dei Minamoto erano isolate da vie di fuga; attaccarono poi a Rokuhara una base di Kiyomori. Scoppiò un'ulteriore battaglia, ma alla fine i Minamoto batterono in ritirata disordinatamente.

## Esito
Kiyomori alla fine sconfisse Yoshitomo, uccise i suoi due figli maggiori, Nobuyori e liberò Go-Shirakawa. Yoshitomo, alla fine, venne tradito da un servo ed ucciso mentre scappava da Kyoto verso la provincia di Owari.
Successivamente Kiyomori esiliò il figlio di Yoshitomo Minamoto no Yoritomo, confiscò i beni dei Minamoto, ed infine istituì il primo dei quattro governi di samurai del giappone feudale.

### Conseguenze
Le rivalità tra i due clan si inasprirono dopo il conflitto. Questo portò alla Guerra di Genpei, terminata con la sconfitta definitiva dei Taira nella Battaglia di Dan-no-ura nel 1185.
L'epopea del periodo Kamakura Heiji monogatari riguarda proprio gli exploit dei samurai che parteciparono al conflitto. Assieme all'Hōgen monogatari e l'Heike monogatari, in queste storie di guerra si descrivono l'ascesa e la caduta dei clan di samurai Taira e Minamoto.

## Illustrazioni
Il rotolo qui accanto, Storia Illustrata della Guerra Civile di Heiji: Rotolo della Visita Imperiale a Rokuhara, esposto al Museo nazionale di Tokyo, illustra alcuni eventi del conflitto.